# Sirocco (Efteling)
Sirocco sind vom Typ Tea Cups vom deutschen Mack Rides im niederländischen Vergnügungspark Efteling.

## Geschichte
Die Attraktion wurde am 26. Januar 2022 eröffnet und ersetzte Monsieur Cannibale, das als zu kontrovers galt. Was die technischen Spezifikationen betrifft, ist Sirocco immer noch die gleiche Attraktion wie Monsieur Cannibale, nur das Aussehen und das Thema haben sich drastisch geändert. Auch der Eingang wurde verschoben: Er befindet sich nun links von der Attraktion statt rechts.
Die Bauarbeiten für die Attraktion begannen im September 2021.

## Beschreibung
Sirocco liegt in der Gegend Reizenrijk, gegenüber der Achterbahn Vogel Rok. Das Thema der Attraktion steht im Einklang mit Sindbad der Seefahrer und den Geschichten aus 1001 Nacht.
Auf einer Plattform mit einem Durchmesser von 14 Metern stehen 12 verschiedene Gondeln, davon 3 lose auf der Plattform und 9 auf rotierenden Plattformen. Die Plattformen drehen sich in die entgegengesetzte Richtung des großen Mittelbaus. Im Zentrum der Attraktion stehen einige Truhen und Fässer. Ein Kaufmann hängt an einer Leiter auf dem Dach; Dieser Charakter ist ein Animatronic. Während der Fahrt kann man das Lied „Storm Op Zee“ des Komponisten René Merkelbach hören.
Rund um die Attraktion sind verschiedene Themenelemente zu finden. Am Eingang befindet sich ein Stein, der die Reisen Sindbads des Seefahrers symbolisiert. Rechts vom Ausgang steht eine Statue von Sindbad auf seinem Boot mit einem Astrolabium in der Hand.
Pro Fahrt können bis zu sechzig Gäste in der Attraktion Platz nehmen.